# Hugo-Stinnes-Aufzug
| Streckenführung (1924) |                     |                                 |                                 |
| Streckenlänge: | 1,317 km            |                                 |                                 |
| Spurweite: | 1000 mm (Meterspur) |                                 |                                 |
| Maximale Neigung: | 61 ‰                |                                 |                                 |
| Minimaler Radius: | 300 m               |                                 |                                 |
| |                     |                                 |                                 |
| \| \| 1,317 \| Bergstation \| Bergstation \| \| \| \| \| \| \| \| 0,639 \| Mittelstation – Umsteigestation \| Mittelstation – Umsteigestation \| \| \| 0,639 \| Mittelstation – Umsteigestation \| Mittelstation – Umsteigestation \| \| \| \| \| \| \| \| 0,000 \| Talstation \| Talstation \| |                     |                                 |                                 |
| Haltepunkt / Haltestelle Streckenanfang (Strecke außer Betrieb) | 1,317               | Bergstation                     | Bergstation                     |
| Überleitstelle / Spurwechsel (Strecke außer Betrieb) |                     |                                 |                                 |
| Haltepunkt / Haltestelle Streckenende (Strecke außer Betrieb) | 0,639               | Mittelstation – Umsteigestation | Mittelstation – Umsteigestation |
| Haltepunkt / Haltestelle Streckenanfang (Strecke außer Betrieb) | 0,639               | Mittelstation – Umsteigestation | Mittelstation – Umsteigestation |
| Überleitstelle / Spurwechsel (Strecke außer Betrieb) |                     |                                 |                                 |
| Haltepunkt / Haltestelle Streckenende (Strecke außer Betrieb) | 0,000               | Talstation                      | Talstation                      |

Der Hugo-Stinnes-Aufzug war eine Standseilbahn am steirischen Erzberg. Sie diente dem Transport der Bergarbeiter und war von 1924 bis 1965 in Betrieb.

## Geschichte
Vor der Errichtung des Aufzuges musste die Belegschaft des Tagebaues und die Bewohner der Arbeitersiedlungen am Erzberg ihren Arbeitsweg größtenteils zu Fuß zurücklegen. Daher wurde die nach dem deutschen Industriellen Hugo Stinnes, dem damals bereits verstorbenen Hauptaktionär der Österreichisch-Alpinen Montan-Gesellschaft, benannte Standseilbahn als Erleichterung für die Belegschaft geplant. Die unter der technischen Leitung von Egon Seefehlner errichtete Anlage wurde innerhalb von drei Jahren gebaut und im August 1924 in Betrieb genommen.
Die Verkehrsleistungen waren stets an die Fördermengen des Bergbaus gekoppelt und teilweise beachtlich, allein 1952 wurden mit 25.438 Fahrten insgesamt 948.789 Personen befördert.
Nachdem sich jedoch die Abbauhorizonte im Zuge des sich erweiternden Tagebaus mit der Zeit immer mehr verschoben hatten, wurde der Aufzug zu Beginn der 1960er Jahre unrentabel. Schließlich wurde der Personaltransport von Autobussen übernommen und der Aufzug im Jahr 1965 stillgelegt. Das Maschinenhaus wich dem Bergbau und wurde mitsamt der Bergstation am 27. April 1966 gesprengt. Teilweise sind noch einige Streckenreste im Gelände unterhalb des Bergbaus erkennbar, die restliche Strecke ist dem fortschreitenden Tagbau zum Opfer gefallen.
Die ehemalige Talstation in Eisenerz ist erhalten geblieben und dient seit 1987 als Besucherzentrum für den Erzberg und Ausgangspunkt des Besucherbergwerks.

## Strecke und Technik

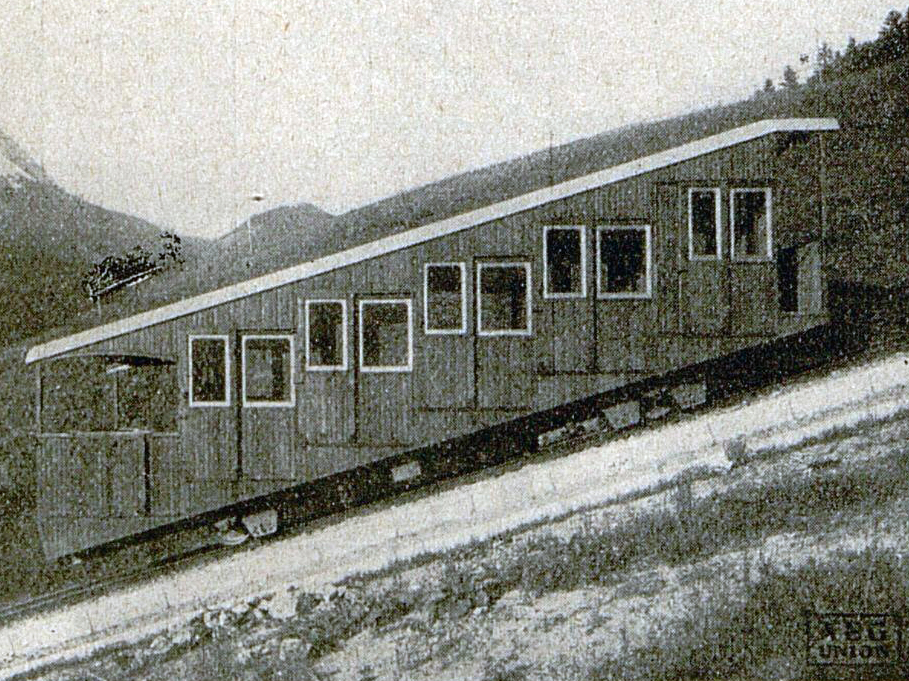
Wagen der unteren Sektion

Die Streckenführung am Erzberg im Jahr 1957

Die Projektierung und Projektleitung oblag der AEG-Union Elektrizitätgesellschaft, die teilweise sehr aufwendige Streckenanlage wurde von der Baugesellschaft Leo Arnoldi errichtet.
Die Streckenführung folgte weitgehend dem natürlichen Renaten-Graben und überwand auf einer Länge von 1317 Metern einen Höhenunterschied von 482 Metern. Der kleinste Kurvenradius betrug 300 Meter und die maximale Steigung 61 %. Im Lauf der gekrümmt verlaufenden Strecke waren mehrere aufwendige Kunstbauten, darunter ein 193 Meter langes Viadukt zum Geländeausgleich sowie mehrere Unterführungen von Tagebau-Etagen (bzw. Förderbahnen) und Galerien notwendig.

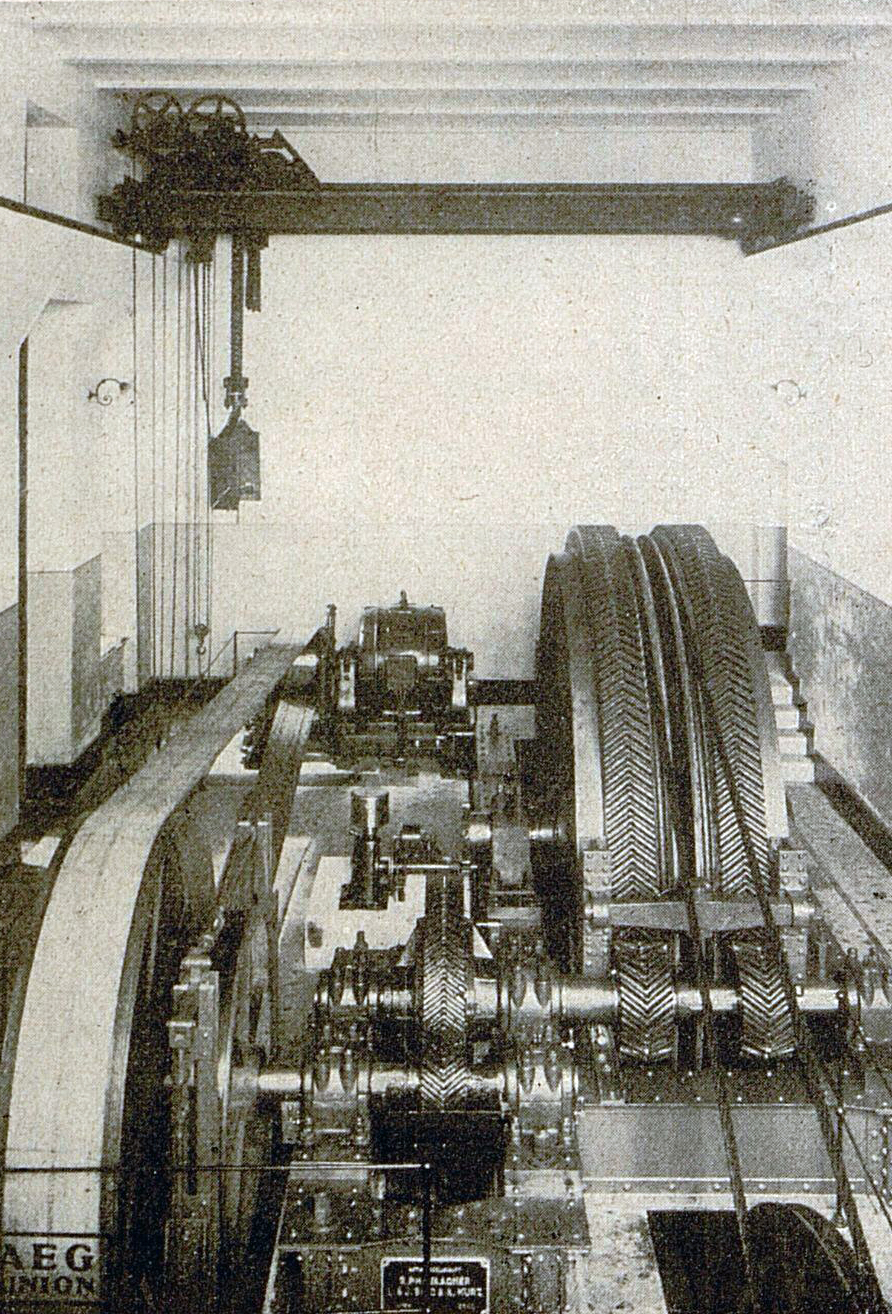
Windwerk in der Bergstation

Durch die Konzeption als sogenanntes „Vierwagensystem“ mit zwei Sektionen und Umsteigestation in Streckenmitte konnte die Förderleistung auf 800 Personen/Stunde gesteigert werden, alle vier Wagen hingen an einem 50 mm starken Zugseil. Die beiden eingleisigen Sektionen waren jeweils 639 Meter lang und besaßen eine Abtsche Ausweiche in der Mitte. Im Gegensatz zu den bis dahin üblichen Keilkopfschienen kamen beim Hugo-Stinnes-Aufzug normale Vignolschienen mit einem Metergewicht von 29,4 kg und für den Einsatz von Zangenbremsen keilförmig gestalteten Schienenköpfen zum Einsatz. Der meterspurige Oberbau war auf Holzschwellen im Schotterbett bzw. auf einbetonierten Stahlschwellen (bei Steigungen über 37,4 %) verlegt.
Die vier von der Grazer Waggonfabrik gebauten zweiachsigen Wagen besaßen einen hölzernen Aufbau und fassten jeweils 91 Personen. Jeder der 10.700 mm langen und 2.380 mm breiten Wagen verfügte über fünf geschlossene Abteile, von denen das unterste als Traglastenabteil für (gelegentliche) Material- und Versorgungsfahrten diente. Das oberste Abteil je eines Wagens der Tal- und Bergsektion war für Krankentransporte adaptierbar. Als Sicherheitseinrichtungen verfügten die Wagen über je drei Paare von Zangenbremsen sowie zwei (Talsektion) respektive vier (Bergsektion) Magnetschienenbremsen, die von einer Oberleitung mit 500 V Gleichspannung versorgt wurden.
Das von einem 200 PS starken Drehstrom-Asynchronmotor (Spannung 500 V bei 50 Perioden) angetriebene Windwerk in der Bergstation stammte von Waagner-Biro. Die Steuerung erfolgte über einen Fahrschalter.